# Nova Ipixuna
Nova Ipixuna is een gemeente in de Braziliaanse deelstaat Pará. De gemeente telt 15.836 inwoners (schatting 2015).